# Löwenkämpferportal

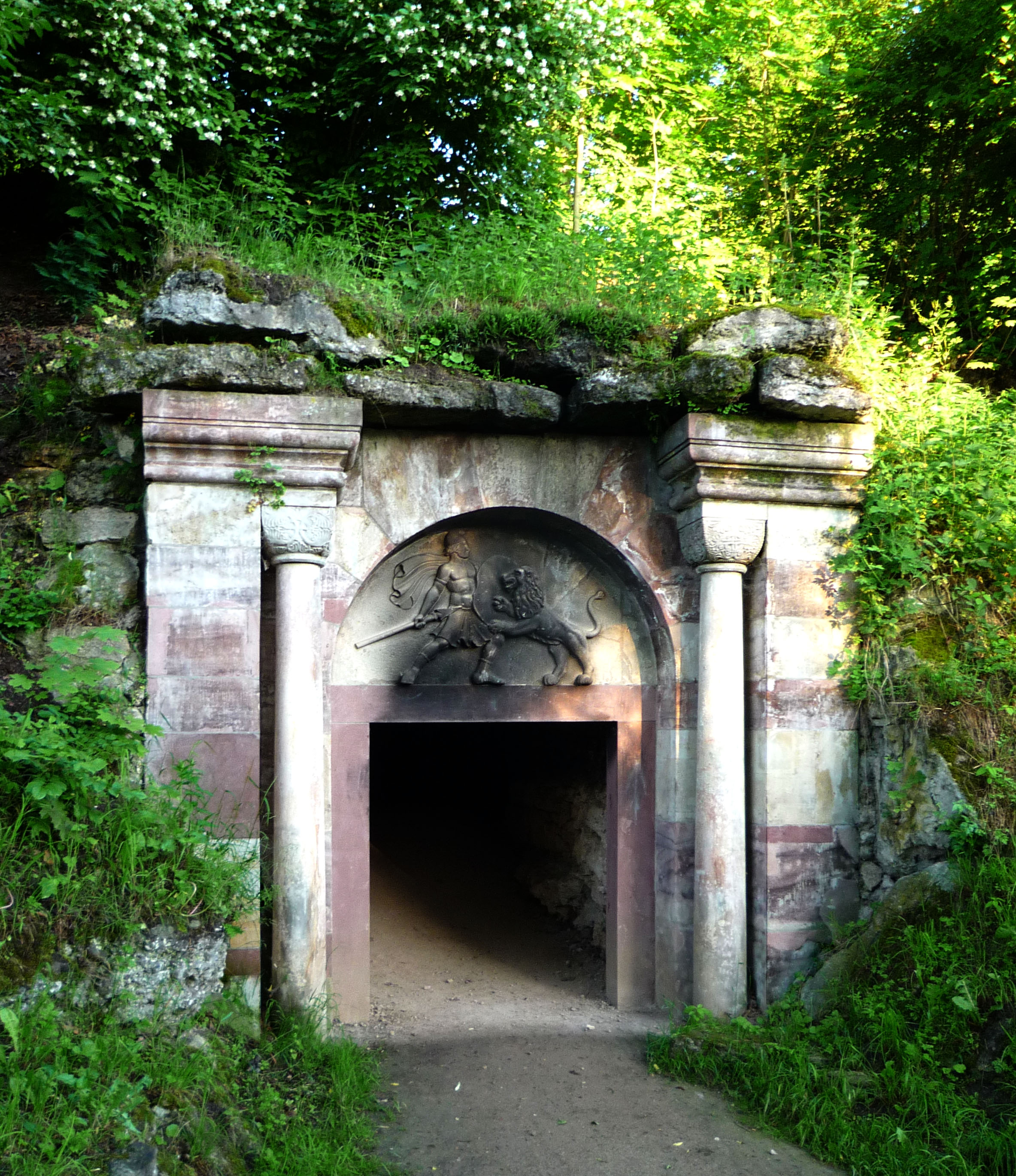
Das Löwenkämpferportal mit Relief über dem Stollenmundloch und flankierenden romanischen Säulen (2009)

Das Löwenkämpferportal ist ein Eingang oder ein sog. Mundloch zu einem blinden Stollen von wenigen Metern Länge in Travertinfelsen aus dem ausgehenden 18. Jahrhundert im Park an der Ilm in Weimar. Die Anlage hatte ausschließlich parkgestalterische Zwecke zu erfüllen. Weiter reichende bergmännische Absichten waren mit seiner Anlage nicht verbunden. Er befindet sich unterhalb des Römischen Hauses.
Das Relief des Löwenkämpfers über dem Portal stammt vom Weimarer Hofbildhauer Johann Peter Kaufmann, der es 1818/1819 auf einer Portaleinfassung von Clemens Wenzeslaus Coudray angebracht hatte. Es zeigt den Kampf des Herakles mit dem Nemeischen Löwen.
Das Portal wurde aus rotem Sandstein gefertigt. Die romanischen Kapitelle sind Spolien aus der Klosterruine Thalbürgel.